# عقرب سیاه
صادق مرادی معروف به عقرب سیاه فردی بود که سال ۱۳۸۸ و پس از تلاش برای ربودن یک زن، توسط پلیس در جنوب تهران دستگیر شد و اواخر سال ۱۳۸۹ به اتهام آزار و اذیت و سرقت اموال ۳۰ زن و دختر جوان در دادگاه‌های ایران محاکمه شد. او در محاکمه اول به اعدام محکوم شد و در محاکمه دوم تبرئه گردید. تبرئه او باعث ایجاد بحث‌های اعتراض‌آمیز در میان رسانه‌های اجتماعی شد و قربانیان هم نسبت به نقض حکم اعدام توسط دیوان‌عالی کشور، اعتراض کردند. این مسئله حتی باعث اعتراض رئیس قوه قضائیه به حکم شد. وی در سومین محاکمه در بهمن ۱۳۹۰ به اعدام محکوم شد در حالی که برخی رسانه‌ها معتقد به تلاش یکی از بستگان ثروتمند وی در بازار آهن برای نجات او بودند.
وی پس از محاکمه مجدد به اعدام محکوم و مقرر شد در ۲۱ شهریور ۱۳۹۱ در چهارراه نظام‌آباد (تهران) اعدام شود.

## ماجرا
در سال ۱۳۸۶، در استان تهران شایعاتی مبتنی بر بازگشت خفاش شب به گوش می‌رسید که ترس را در جان هر خانم رهگذری که قصد سوار شدن بر ماشین کرایه‌ای را داشت می‌انداخت. گزارش‌های متعدد به پلیس بالغ بر ۳۰ مورد در خصوص زورگیری و تجاوز به عنف وجود داشت و پلیس آگاهی با حاد شدن موضوع با تمام امکانات بدنبال این جنایتکار بود. در یکی از روزها، پلیس گشت شاهد درگیری خانمی با راننده ماشین پراید شده و وارد عمل می‌شود و با دستگیری راننده، متوجه می‌شوند که جنایتکاری که ماه هاست به دنبال او هستند در چنگال قانون گرفتار گردیده‌است.

این فرد که از آن پس، «عقرب سیاه» نام گرفته شد، در مراحل اولیه بازجویی و بازپرسی به ربودن و آزار و اذیت بیش از سی زن و دختر اعتراف می‌کند. پس از طی شدن مراحل بازپرسی پرونده به شعبه ۷۷ دادگاه کیفری استان تهران ارسال شده و هیئت قضایی این شعبه بعد از محاکمه، عقرب سیاه را به اعدام محکوم می‌کنند. رأی صادره در دیوان عالی کشور نقض شده و برای رسیدگی مجدد به شعبه دیگری ارسال می‌گردد؛این بار شعبه ۷۹ دادگاه کیفری مسئول رسیدگی به این پرونده می‌گردد و در پایان، رأی به برائت متهم می‌دهد.

## گزارش شاکیان از نحوه ربایش و تجاوز
یکی از شاکیان ضمن توضیح ربایش به بهانه مسافرکشی می‌گوید: «... نمی‌دانم چقدر زمان گذشته بود، زیرا ساعتم را از دستم باز کرده بود اما به محض آنکه به هوش آمدم دیدم روی تپه‌ای به صورت دراز کش رها شده‌ام و عقرب سیاه در حال زدن ضربه با سنگ به گیج‌گاهم است.. بدنم هیچ گونه احساسی نداشت، تنها گریه می‌کردم از اینکه چرا لباسی بر تن ندارم حتی نمی‌توانستم خودم را تکان بدهم. نمی‌توانستم فریاد بزنم. از او پرسیدم چرا این کار را می‌کند و مدعی شد من صورت وی را دیده‌ام و باید بمیرم تا او شناسایی نشود. نه فقط سنگ نبود بدنم بی‌حس بود اما متوجه شدم که با یک پیچ‌گوشتی دارد بدنم مرا سوراخ می‌کند قبلاً به من تجاوز کرده بود و بدنم خونی بود با این پیچ گوشتی اینبار تمام بدنم غرق در خون شده بود. سرم داد و هوار کرد و از من خواست تا روش کشتنم را انتخاب کنم گفت یا باید مرا زنده زنده دفن کند یا اینکه من را زیر چرخ‌های خودروی پرایدش له کند. به او گفتم من طاقت زجر کشیدن ندارم مرا خفه کن اما از تو یک درخواست دارم. به او گفتم داخل کیفم یک قرآن است و عکس پسرم تورو خدا قرآن را به من بده و اجازه بده با عکس پسرم وداع کنم اما او قرآن را به صورت من کوباند و عکس پسرم را هم پاره کرد و در قبری که برای من کنده بود ریخت. عقرب سیاه دستان مرا از پشت بسته بود مانند متهمانی که از پشت سر به آن‌ها دست بند زده می‌شود. پاهایم را با شال و روسری سرم بسته بود و اجازه هیچ گونه تکان خوردنی را به من نمی‌داد. بعد روی سینه‌ام نشست و شروع کرد به فشار دادن گلوی من و مرا خفه کرد. باورتان نمی‌شود اما بالای سر جنازه خودم ایستاده بودم و داشتم می‌دیدم که گلویم را دارد فشار می‌دهد اما هیچ کاری از دست برنمی‌آمد.»

## مشکلات و وضعیت قربانیان
ظاهراً بسیاری از قربانیان این پرونده از ترس آبروریزی یا تهدید شکایت نکرده یا شکایت خود را پس گرفته‌اند؛ ولی‌الله حسینی، قاضی دادگاه کیفری استان تهران در این باره می‌گوید:
به عنوان مثال در پرونده عقرب سیاه که همکاران من حکم برائت آن را دادند با اینکه نظر من اعدام متهم بود خانمی آمد و گفت من شکایتی ندارم. از اول هم شکایتی نداشتم ولی می‌خواهم نکته‌ای به شما بگویم واقعاً او این کار را با من کرد. این نکته قابل تأملی است چقدر قربانیان این حوادث می‌آیند و اعلام شکایت می‌کنند. اتفاقاً به نظر من بر خلاف نظر شما، کسانی که می‌آیند و در این نوع پروندها شکایت می‌کنند افراد ساده‌ای هم نیستند. بیشتر قربانیان ساده اعلام جرم نمی‌کنند.

## تهدید قربانیان
به نوشته رسانه‌های ایران یکی از بستگان متهم از بزرگترین تجار بازار آهن تهران بوده که برای نجات متهم در تلاش بود. برخی قربانیان گفته‌اند که وی در تماس‌های تهدیدآمیز خود گفته‌ بود که نام و آدرس مدرسه فرزندان شاکیان را نیز دارد. «نمی‌دانم اطلاعات شخصی من و ۳۰ زن دیگر را چگونه به دست آورده‌ است، اما هربار با همین اطلاعات ما را تهدید کرده‌ است. به سرعت خانه‌ام را تغییر دادم و مدرسه فرزندم را نیز تغییر دادم. نه بار دیگر با من تماس گرفت و گفت: خیال کردی اگر مدرسه فرزندت را تغییر بدهی یا خانه‌ات را جابه‌جا کنی من نمی‌توانم پیدایت کنم … به شدت ترسیده بودم اما دیگر نمی‌دانستم باید چه کنم. این فرد کثیف روز دادگاه هم‌زمانی که در حال رفتن به داخل دادگاه بود من و دیگر زنان را تهدید کرد که ما را خواهد کشت.»

برخی قربانیان به رسانه‌ها گفتند که در طول محاکمه وی تهدید شده‌اند که به دنبال اعدام متهم نباشند. یکی از شاکیان نیز تأکید دارد که شماره شاکیان در اختیار متهم و هوادارنش بوده و به تهدید پرداخته‌اند: 
ما را تهدید کردند که به دنبال صدور حکم اعدام متهم نباشیم، چرا که صدور حکم اعدام این متهم برای ما عواقبی خواهد داشت. او اضافه کرد شاید تعدادی از شاکیان به دلیل ترس و وحشت، به حکم صادره اعتراض نکنند. این زن گفت: چند روز دیگر سومین سالگرد این اتفاق شوم است و عده‌ای که از وقوع این حادثه برای من باخبر هستند، برای من پیامک می‌فرستند و با طعنه و کنایه تولد دوباره مرا تبریک می‌گویند … در اولین جلسه دادگاه که امسال برگزار شد، تنها ۲ شاکی حضور داشتند و این درحالی بود که در جلسه دوم، تعداد شاکیان به ۸ نفر رسید. به‌طور حتم اگر دادگاه می‌خواست ما می‌توانستیم همه شاکیان را به دادگاه بیاوریم.

یکی دیگر از شاکیان نیز می‌گوید:
بله عقرب سیاه بیشتر موارد از زندان رجایی شهر به من و مابقی زنانی که طعمه وی بوده‌اند تماس می‌گیرد و مدعی می‌شود اگر به دادگاه برویم و علیه او شهادت بدهیم ما را خواهد کشت.

## تبرئه متهم و واکنش‌ها
تبرئه متهم با واکنش بسیاری در جامعه مواجه شد.

### واکنش مجلس
کمیسیون اجتماعی جلسه ویژه‌ای را با حضور مسئولان قضایی برگزار کرده و به بررسی این پرونده پرداخت. محمدرضا محسنی ثانی، نماینده مردم سبزوار در مجلس هشتم گفت: «ما نیز نسبت به صدور حکم تبرئه عقرب سیاه معترضیم و کمیسیون اجتماعی در این مورد نشستی رابا مسئولان دستگاه قضایی برگزار خواهد کرد. عقرب سیاه سزاوار رأفت نمی‌باشد و چنین برخوردی از سوی دستگاه قضایی موجب سوء استفاده دیگر مجرمان خواهد شد. نمایندگان مجلس، درموارد تجاوز به عنف حساس می‌باشند و این موضوع را به‌طور حتم پیگیری خواهند کرد.»
علی اسلامی پناه نایب رئیس دوم کمیسیون حقوقی و قضایی مجلس نیز به روزنامه خراسان گفت: «قطعاً اگر موضوع رسیدگی به پرونده عقرب سیاه که از اتهام تجاوز به عنف تبرئه شده‌است به نوعی توسط شاکیان، مردم یا روزنامه شما به ما اطلاع داده شود و خواسته شود آن را پیگیری کنیم، حتماً موضوع را پیگیری خواهیم کرد.»
عفت شریعتی نماینده مردم مشهد و عضو کمیسیون امنیت ملی و سیاست خارجی مجلس هشتم دربارهٔ تبرئه اتهام زنای به عنف گفت: «از این حکم متعجب شدم و یک علامت سؤال بزرگ برایم پیش آمد. او اضافه کرد عناصر قوه قضاییه باید مسائل را به‌طور دقیق، ویژه و کارشناسی شده مورد بررسی قرار دهند. نظر قاضی در مورد پرونده «عقرب سیاه» یک نظر سطحی نیست و برای همین سؤال می‌کنم که چرا چنین حکمی صادر شده‌است. این هفته به کمیسیون قضایی خواهم رفت و این موضوع را با آن‌ها در میان خواهم گذاشت!»
علی‌محمد موسوی‌مبارکه، عضو کمیسیون اجتماعی نیز گفت: «متأسفانه پرونده‌هایی نظیر «عقرب سیاه» وجود داشته که به دلیل اطاله دادرسی به مجرمان فرصت برای ادامه اعمال مجرمانه‌شان داده شده‌است. انتظار ما این است که دادگاه ویژه‌ای برای برخورد با این گونه متهمان تشکیل شود تا همان گونه که رئیس قوه قضاییه گفته بود که ما متجاوزان به عنف را طی یک هفته محاکمه و اعدام می‌کنیم، این موضوع محقق شود. واکنش مردم و ناراحتی آن‌ها از حکم تبرئه برای «عقرب سیاه» قطعاً مردم از صدور چنین احکامی ناراحت می‌شوند. چرا که اسلام تأیید کرده که با متجاوزین به نوامیس مردم باید با قاطعیت برخورد شود.»

## محاکمه سوم
وی در جریان سومین محاکمه در تاریخ ۹ بهمن مجدداً محاکمه و به اعدام محکوم شد.

## حمایت از متهم
به نوشته وبگاه ندای انقلاب یکی از بستگان عقرب سیاه که از تمول بسیار زیادی برخوردار بوده به حمایت از وی اقداماتی صورت داد.